# Fuentenovilla
Fuentenovilla ist ein Ort und eine Gemeinde (municipio) mit 583 Einwohnern (Stand: 2024) im Südwesten der Provinz Guadalajara in der Autonomen Gemeinschaft Kastilien-La Mancha. Zur Gemeinde gehört u. a. die Neubausiedlung (Urbanización) Las Fuentes.

## Lage und Klima
Fuentenovilla liegt in einer Höhe von ca. 805 m in der Kulturlandschaft der Alcarria. Die Entfernung zur nordnordwestlich gelegenen Provinzhauptstadt Guadalajara beträgt ca. 29 Kilometer (Fahrtstrecke). Das Klima ist gemäßigt bis warm; Regen (ca. 534 mm/Jahr) fällt übers Jahr verteilt.

## Bevölkerungsentwicklung
| Jahr      | 1970 | 1981 | 1991 | 2001 | 2011 | 2021 |
| Einwohner | 394  | 267  | 219  | 242  | 613  | 566  |

## Sehenswürdigkeiten

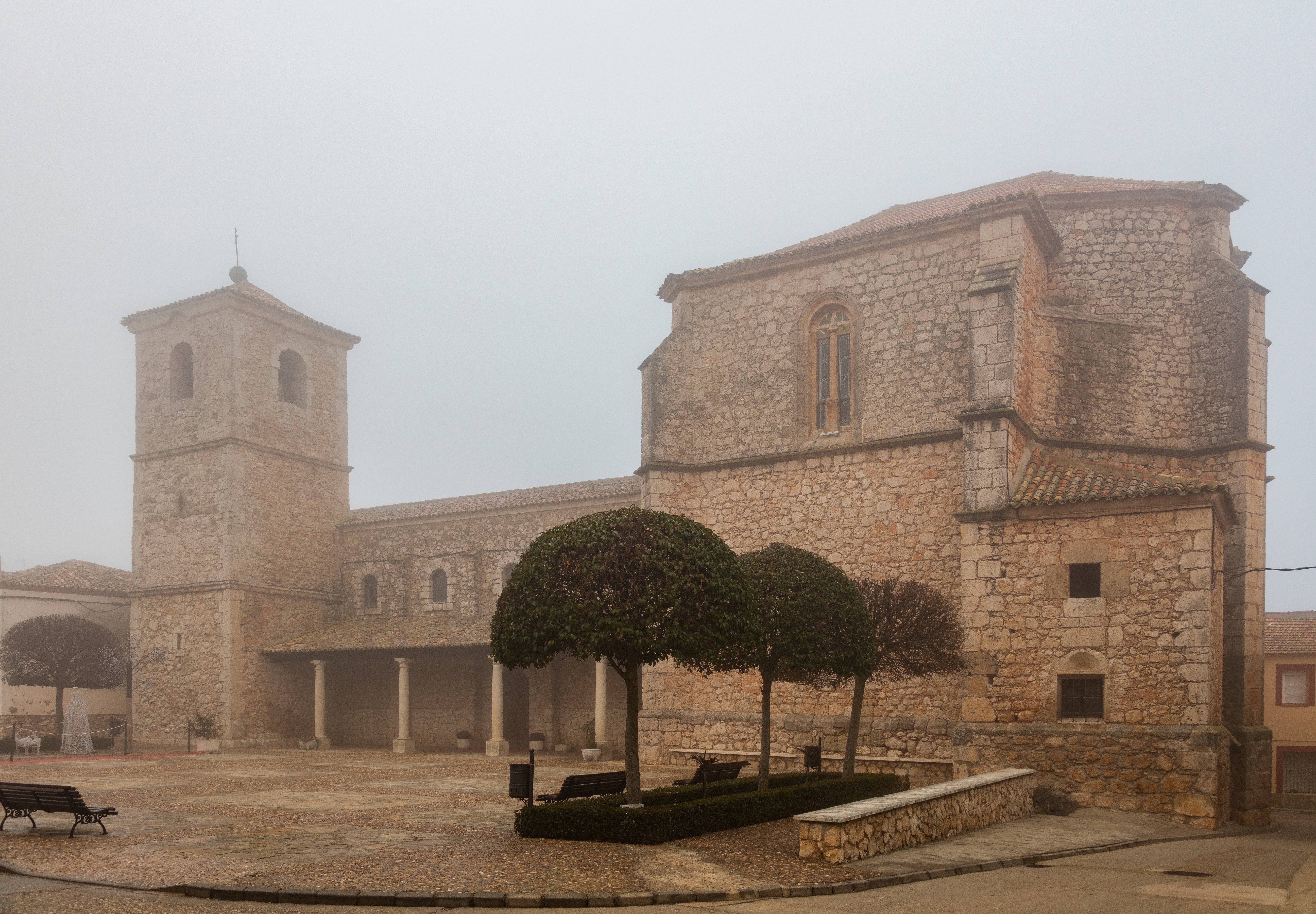
Kirche Mariä Himmelfahrt
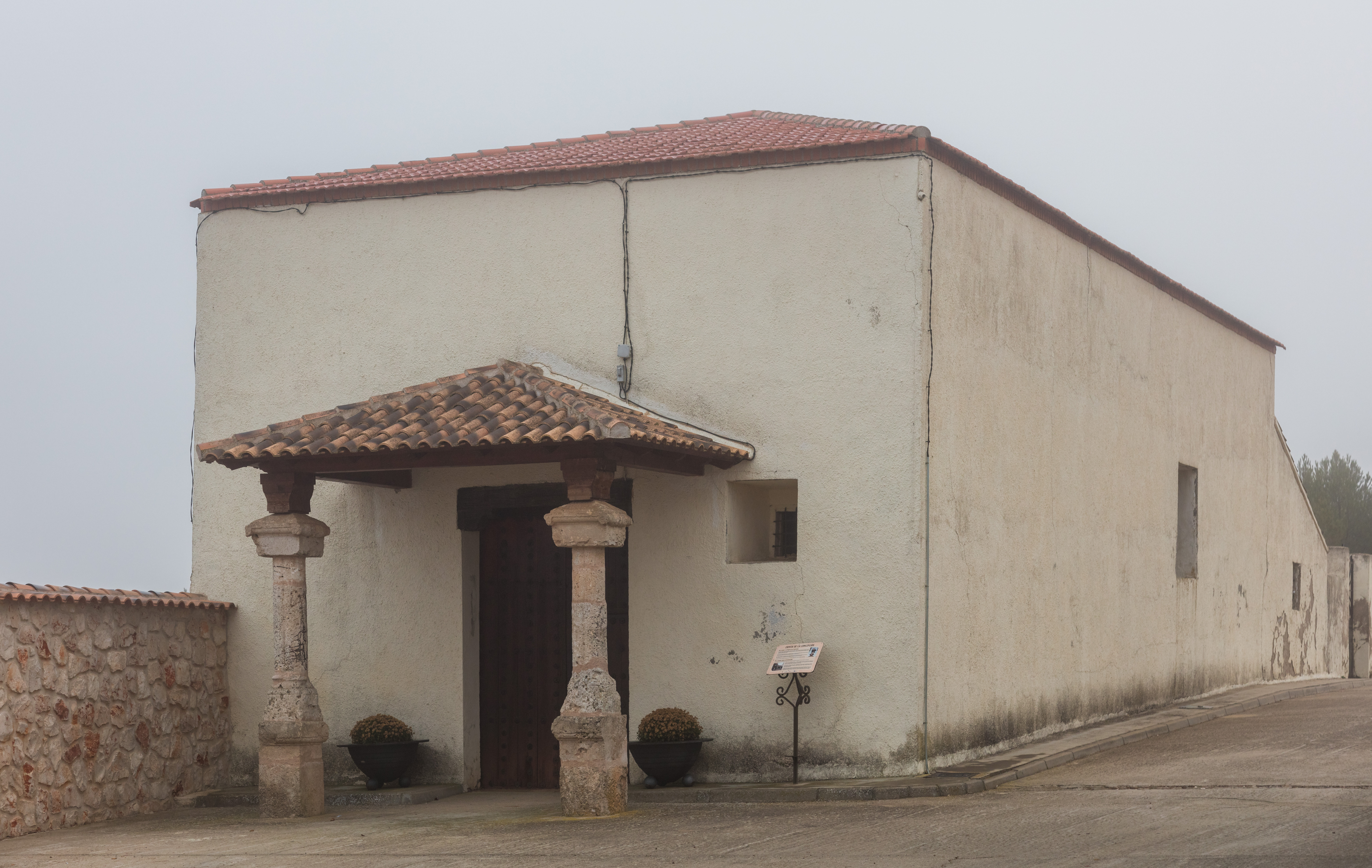
Kapelle der Unbefleckten Empfängnis
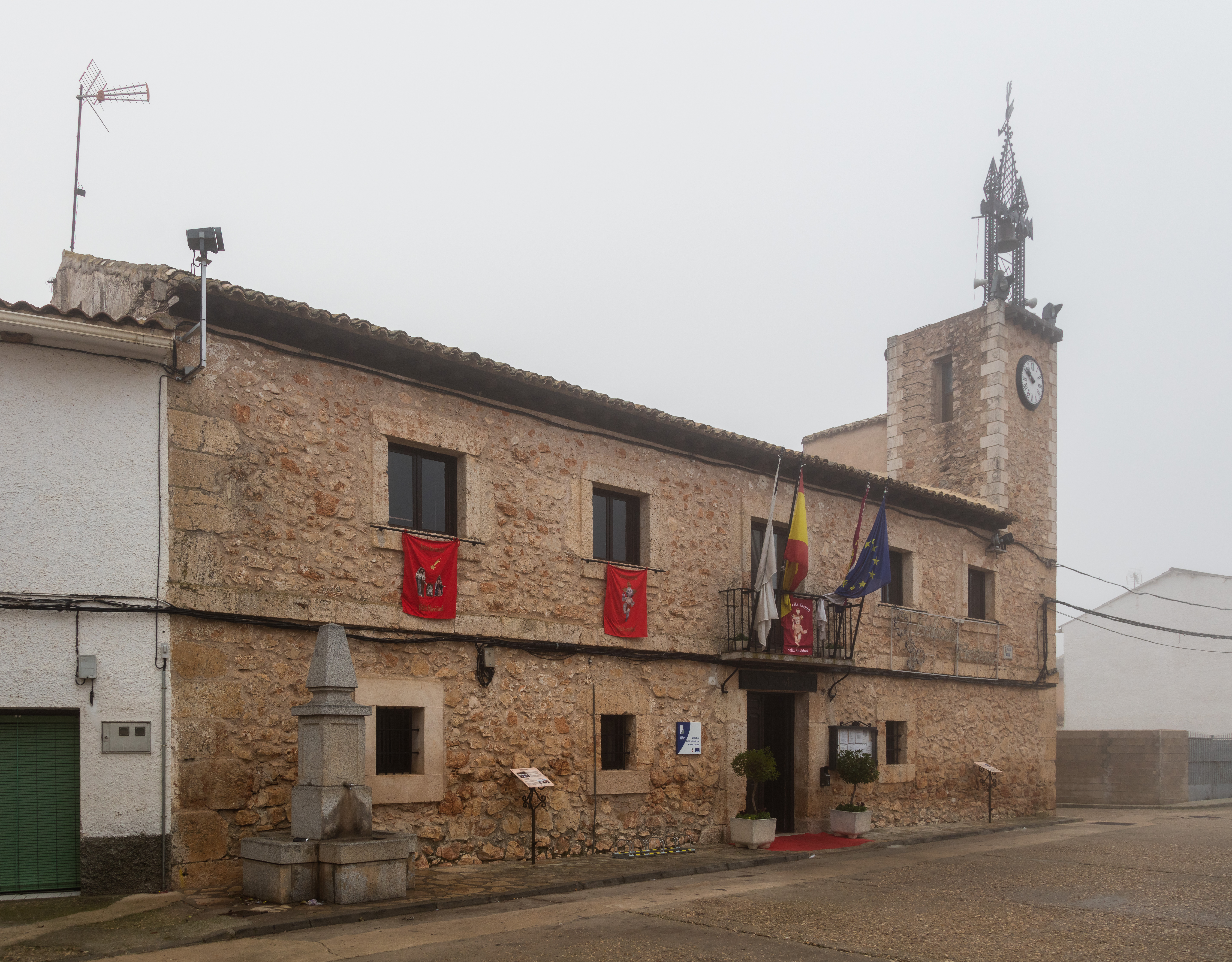
Rathaus

- Marienkapelle

- Kirche Mariä Himmelfahrt
- Kapelle der Unbefleckten Empfängnis
- Rathaus